# Psilocerea wintreberti
Psilocerea wintreberti är en fjärilsart som beskrevs av Claude Herbulot 1970. Psilocerea wintreberti ingår i släktet Psilocerea och familjen mätare. Inga underarter finns listade.